# 암산

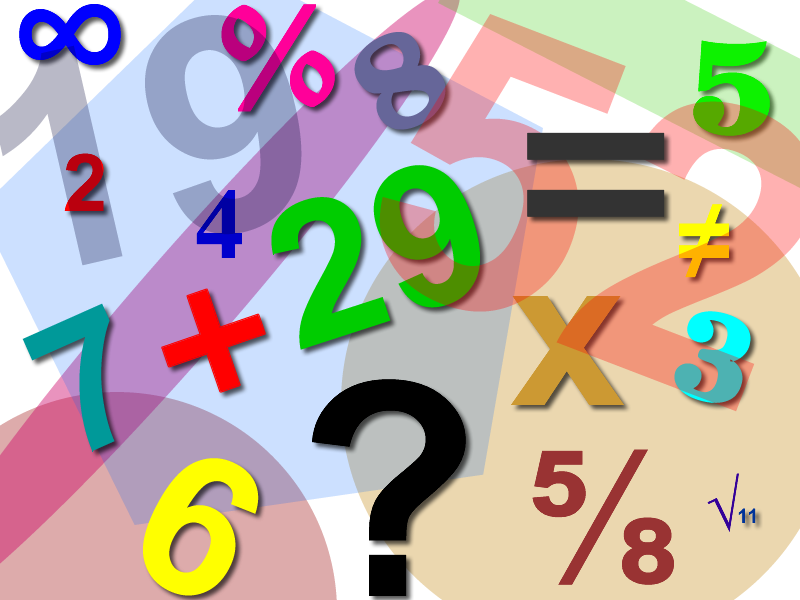

암산(暗算) 또는 속셈이란 연필과 종이와 같은 소모품이나 계산기, 주판과 같은 장치의 도움을 받지 않고 셈이나 수식을 머릿속으로 계산하는 것을 의미한다. 컴퓨터가 보급되어 있지 않은 시절에는 빠른 계산을 위해 다양한 암산 방법이 연구되어 왔는데, 컴퓨터가 보급된 오늘날에도 수에 대한 감각을 익히기 위해 암산의 중요성은 여러 분야에서 강조되고 있다.

## 용도
암산은 어린 시절의 두뇌 발달에도 많은 영향을 끼치므로 교육적인 면에서도 중요하다. 교육적인 면 뿐만 아니라 직종에 따라서는 암산이 매우 중요한 경우가 있다. 예를 들어 월스트리트에서는 면접에서 암산 능력을 매우 중시하는데, 이는 수치를 보고 의사결정을 빠르게 할 줄 아는 능력을 요구하기 때문이다. 실험물리학 등 수에 대한 감각이 필요한 직종에서는 암산 능력을 키워 빠른 판단 능력을 기르는 경우가 있다.

## 주산
주산 등을 가르칠 때 머릿속으로 주판 상에서의 운지를 상상하며 암산하는 방식도 함께 가르친다. 이는 동양권에 가장 널리 보급된 암산 방식이라 할 수 있다.
수학자 또는 과학자에 의해 암산 방법이 기록된 경우는 의외로 꽤 드문데, 리처드 파인만(1965년 노벨물리학상 수상자)의 저서 '파인만씨 농담도 잘하시네요(Surely You are Joking, Mr. Feynman)'에 다양한 암산의 방식이 기록되어 있다. 예를 들어, 파인만이 친하게 지냈던 물리학자 한스 베테(1967년 노벨물리학상 수상자)는 로그 표를 암기하여 곱셈을 빠르게 하는 방식을 사용했다고 한다. 로그 표를 암기하면 덧셈을 하는 것만으로 큰 자리수의 곱셈이 가능하기 때문이다.
한스 베테는 계산하기 쉬운 근사치로부터 정확한 값으로 정정해나가는 방식도 자주 사용했다. 예를 들어 48 × 48 을 암산으로 하려면, 이것은 50 × 50 과 비슷하므로 2,500 에 가까운 값임을 알 수 있다. (50-2) × (50-2)를 계산하면, 2,500 - 200 + 4 가 되므로 2,304 임이 계산된다.
파인만에 의하면, 다양한 계산값을 기억하고 있는 것이 암산에 유리하다. 기존에 알고 있는 값이 많다면 그로부터 새로운 값을 도출하는 것도 더 쉬워지기 때문이다. 물리학 실험을 많이 했던 파인만은 각종 수의 루트값, 승수값, 로그값, 나눗셈값 등을 암기하고 있었다. 파인만은 주산과 같은 기계적인 테크닉으로 계산을 행하는 것은 수를 알고 있다고 말할 수 없으며, 그 수를 알기 위해서는 계산값을 기억해야 한다고 말했다. 수학자 존 폰 노이만 역시 탁월한 기억력을 이용해 다양한 계산을 매우 빠르게 암산으로 수행했던 것으로 유명하다.
곱셈표 역시 일반적으로는 9×9단을 주로 외우지만, 인도에서는 19×19단을 외우는 경우도 많으며, 수학자 존 레슬리는 학생들에게 25×25단을 외울 것을 권했다. 예를 들어 24×24=576 임을 기억하고 있다면, 앞에서의 48×48은 576의 4배가 되므로 2,304임을 금세 알아낼 수 있다.

## 같이 보기
- 둠스데이 알고리즘